# Volmerange-lès-Boulay
Volmerange-lès-Boulay è un comune francese di 580 abitanti situato nel dipartimento della Mosella nella regione del Grand Est.

## Società

### Evoluzione demografica
Abitanti censiti